# Караагач (дем Орестиада)
Вижте пояснителната страница за други значения на Караагач.
Караагач (на гръцки: Πτελέα) е село в Западна Тракия, Гърция, дем Орестиада с 477 жители (2001).

## История
В 19 век Караагач е село в Мустафапашенска кааза на Одринския вилает на Османската империя. Според статистиката на професор Любомир Милетич в 1912 година в селото живеят 95 български екзархийски семейства смесени с турци.